# Petroica de manglar
La petroica de manglar (Peneothello pulverulenta) és un ocell de la família dels petròicids (Petroicidae).

## Hàbitat i distribució
Viu als manglars de les terres costaneres del nord-oest i sud de Nova Guinea.